# Кастильо, Рамиро
Рами́ро Касти́льо Сали́нас (исп. Ramiro Castillo Salinas; 27 марта 1966, Корипата, Боливия — 18 октября 1997, Ла-Пас) — боливийский футболист, полузащитник. Выступал за сборную Боливии. Трёхкратный победитель чемпионата Боливии. Самый ценный игрок Кубка Америки 1997 года. Покончил жизнь самоубийством.

## Карьера
Выступал за сборную Боливии в 52 матчах и забил 5 голов. Первым профессиональным клубом, где он выступал, был «Стронгест». В составе этого клуба он стал чемпионом Боливии (1986, 1993). В дальнейшем он перебрался в Аргентину, где успешно выступал за такие клубы, как «Ривер Плейт», «Архентинос Хуниорс», «Росарио Сентраль», «Платенсе», «Институто Кордова». В этой стране он в общей сложности принял участие в 152 матчах и забил 10 голов. Тем самым он стал рекордсменом среди боливийцев по числу проведённых в чемпионате Аргентины матчей. В свой последний сезон в составе «Боливара» в третий раз стал чемпионом Боливии, но уже посмертно.

## Самоубийство
В 1997 году выступал за сборную Боливии на Кубке Америки 1997 года, где его сборная заняла второе место, уступив в финале сборной Бразилии. Кастильо не смог принять участие в финале кубка из-за преждевременной смерти его трехлетнего сына Хосе Мануэля. Он впал в депрессию от того, что не смог помочь своей команде в таком историческом финале, несмотря на то, что он был назван самым ценным игроком турнира. Вскоре после окончания турнира он совершил самоубийство, застрелившись в столице Боливии Ла-Пасе.

## Достижения
- Трёхкратный чемпион Боливии 1986, 1989, 1993.
- Самый ценный игрок Кубка Америки 1997.
- Футболист года в Боливии: 1996

## Интересные факты
- У Кастильо было прозвище Chocolatín (Шоколадный) из-за цвета его кожи.
- 24 марта 2007 года, новый стадион, построенный в родном городе Рамиро Кастильо, был назван в его честь.